# Listă de ocupații legate de creșterea animalelor
Mai jos este prezentată o listă de ocupații ale agricultorilor care se îndeletnicesc cu creșterea animalelor.

### B
- Baci, crescător de oi
- Boar (bouar), păstor sau crescător de boi

### C
- Cămilar, păstor sau crescător de cămile
- Căprar, păstor de capre
- Cioban, păstor de oi sau capre
- Cowboy, păstor sau crescător de vaci și (uneori) de cai din America de Nord

### D
- Dohotar, păstor

### G
- Gaucho, crescător de vaci din America de Sud
- Găinar, vânzător sau (glumeț) hoț de găini
- Gâscar, păstor sau crescător de gâște

### O
- Oier, păstor și crescător de oi
- Ovicultor, crescător de oi

### P
- Porcar, păstor sau crescător de porci
- Păcurar, păstor
- Păsărar, crescător, dar și vânător de păsări
- Păstor, îngrijitor de animale domestice
- Prisăcar, crescător de albine

### S
- Sămădău, supraveghetor peste porcari

### V
- Văcar, păstor sau crescător de vaci

### Termeni similari cu alte înțelesuri
- Câinar, sinonim pentru austru (vânt secetos care bate din sud)
- Cerbar, sinonim pentru rădașcă
- Maimuțar, persoană care poartă o maimuță prin bâlciuri
- Pisicar, denumire învechită pentru colțarii puși la bocanci pentru alpinism
- Șoricar, câine sau pasăre care vânează șoareci